# Detmar Basse

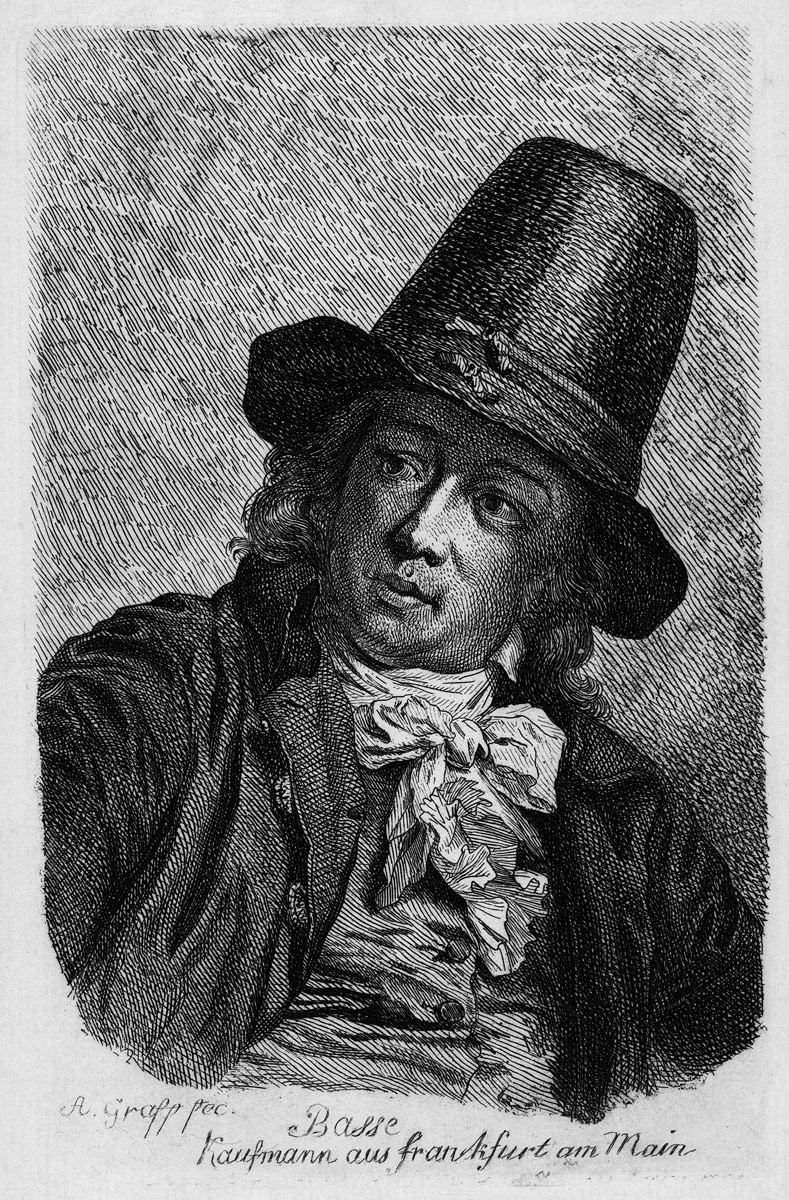
Detmar Basse (um 1792). Kupferstich nach einer der seltenen Radierungen von Anton Graff. Graff fertigte die Radierung nach seinem 1792 geschaffenen Porträt von Basse. Die Originalkupferplatte dazu, 19 × 12 cm, wurde in der 125. Auktion bei Boerner in Leipzig am 21. März 1914, Kat.-Nr. 228, versteigert.

Detmar Friedrich Wilhelm Basse (* 6. April 1764 in Iserlohn; † 19. Juni 1836 in Mannheim) war Unternehmer, Diplomat, Pionier und Kunstsammler.

## Leben
Basse wurde als Sohn einer alteingesessenen Kaufmannsfamilie geboren, die einen ausgedehnten Tuchhandel betrieb: Sein Vater hatte die Tochter des angesehenen Iserlohner Kaufmanns van der Becke geheiratet und war zum Teilhaber an dessen Tuchgeschäft aufgenommen worden. Auch Basse selbst wurde nach Schule und Lehrzeit im überregionalen Handel tätig. In Frankfurt gründete er erfolgreich eine Filiale des Iserlohner Unternehmens Becke. Für den Erfolg seiner Leistungen im Handel wurde er vom preußischen Staat bereits 1788 mit dem Titel eines „Hof- und Kommerzienrates“ ausgezeichnet. Er heiratete in Frankfurt die Tochter des Senators Keller, in dessen Haus auch Catharina Elisabeth Goethe, die Mutter von Johann Wolfgang von Goethe, regelmäßig verkehrte. Von Frankfurt aus unterhielt Basse enge Handelsbeziehungen nach Frankreich. Diese florierten während der Revolution wegen seiner guten Kontakte zur Pariser Bankwelt und zu führenden Politikern weiter.
Als Frankreich 1796 Frankfurt besetzte, gelang es Basse, die Übergabebedingungen und Kontributionen zugunsten der alten Reichsstadt deutlich zu mildern. Zum Dank stellte ihm der Rat der Stadt später eine Urkunde für „seine unermüdete Tätigkeit, Klugheit, Uneigennützigkeit und Treue“ aus. Dank seiner Beziehungen setzte sich Basse bei den Franzosen auch zu Gunsten der Stadt Köln und der Wirtschaft in der Grafschaft Mark ein. Der Landgraf von Hessen vertraute Basse sogar die Verhandlungen wegen Territorialentschädigungen in Paris, Berlin und Den Haag an. 
Hatte Basse von der Revolution geschäftlich profitiert, führten die wirtschaftlichen Krisen im Verlauf der napoleonischen Kriege und die Kontinentalsperre zum Niedergang seiner ökonomischen Basis. Sein Versuch, in Iserlohn Webereien für den französischen Markt aufzubauen, scheiterte. Daraufhin wanderte Basse nach Pennsylvania aus. Dort betrieb er wohl im größeren Stil Ackerbau. Vor allem aber entwarf und gründete er verschiedene Siedlungen, u. a. Bassenheim und Zelienople in Butler County. Außerdem errichtete er Eisenwerke, betrieb Sägemühlen und unterhielt einen einträglichen Wollhandel. 
Als wohlhabender Mann kehrte er 1818 nach Deutschland zurück und lebte in Mannheim als Kunstfreund und angesehener Bürger. 
Ein Enkel Basses war der in Zelienople geborene lutherische Geistliche William Alfred Passavant, der die ersten Diakonissen in die Vereinigten Staaten brachte.